# Giststraat
De Giststraat is een straat in Brugge.

## Beschrijving
In de 15de en 16de eeuw heette die straat het Vleeshauwersstraetkin. Pas op het einde van de jaren 1700 komt de naam Giststraat tevoorschijn. De betekenis van de vroegere naam evenals van de nieuwe naam is aan de specialisten ontgaan.